# Hendrick van Doerne (16e eeuw)
Hendrick van Doerne (ca 1500 - Maaseik, 1545) was een Nederlands bestuurder en geestelijke uit het geslacht Van Doerne.
Van Doerne werd geboren als zoon van Everard van Doerne, zoon van de toenmalige eigenaar van het Groot Kasteel te Deurne, en Margaretha van Vladeracken. Als oudste zoon maakte hij de opmerkelijke stap geestelijke te worden, iets wat doorgaans voorbehouden was aan jongere zonen en dochters. Hij werd kanunnik te Tongeren. Na de dood van zijn vader in 1526 werd hij in 1527 heer van Deurne, waarmee hij ook het Klein Kasteel verwierf. Ook was hij kortstondig heer van Vlierden. Zijn jongere broers erfden andere onroerende bezittingen en rechten van hun vader.
Na zijn dood werd hij opgevolgd door zijn broers Everard, Hendrick van Doerne en Jan van Doerne. Everard en Hendrick deden spoedig hun deel over aan Jan, die daarmee de feitelijke nieuwe heer van Deurne werd.